# Litsea glutinosa
Litsea glutinosa (Lour.) C.B.Rob. – gatunek rośliny z rodziny wawrzynowatych (Lauraceae Juss.). Występuje naturalnie w Indiach, Wietnamie, południowych Chinach (w prowincjach Fujian, Guangdong i południowej części Junnanu, a także w regionie autonomicznym Kuangsi) oraz na Filipinach. Został ponadto naturalizowany w innych częściach świata, między innymi w południowej części Afryki oraz na Maskarenach. 

## Morfologia

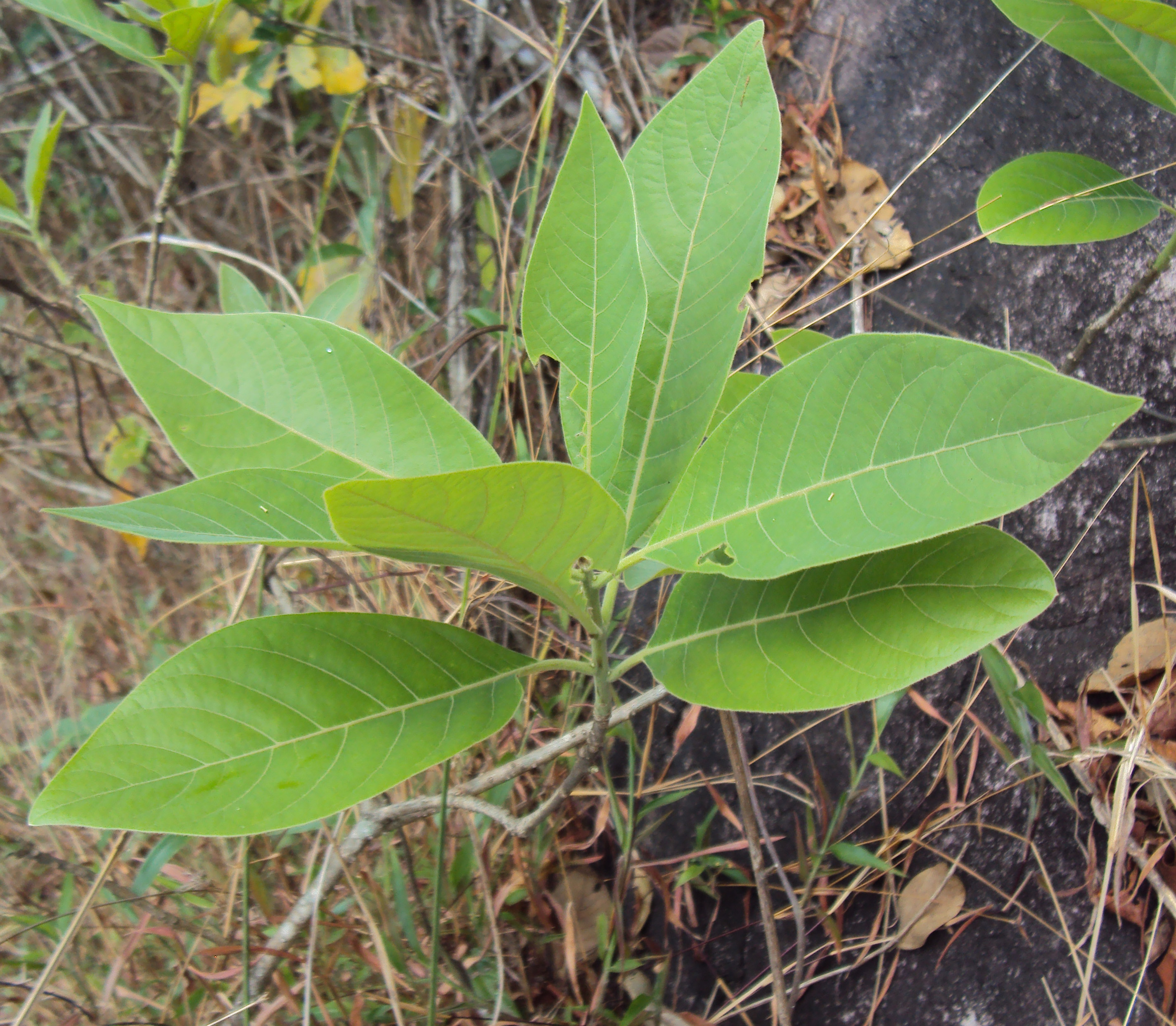
Młoda sadzonka

PokrójZimozielone drzewo dorastające do 15 m wysokości. Młode pędy są owłosione i mają brązowożółtawą barwę.
LiścieNaprzemianległe. Mają kształt od eliptycznie lancetowatego do odwrotnie jajowatego. Mierzą 6–14 cm długości oraz 3–6 cm szerokości. Młode liście są owłosione. Nasada liścia jest klinowa. Blaszka liściowa jest o wierzchołku od tępego do ostrego. Ogonek liściowy jest mniej lub bardziej owłosiony i dorasta do 15–30 mm długości.
KwiatySą niepozorne, jednopłciowe, zebrane w wiechy złożone z baldachów. Kwiatostany osiągają 2–4 cm długości. Pozbawione są okwiatu. Kwiaty męskie mają około 15 pręcików o długości 5 mm. Kwiaty żeńskie mają 15 prątniczków oraz 1 słupek, którego szyjka ma 5 mm długości. Mają 4–5 podsadek o długości 5 mm, wyrastających u nasady każdego baldachu.
OwoceMają kulisty kształt, osiągają 7–8 mm szerokości. Mezokarp jest mięsisty i dość cienki, natomiast endokarp jest cienki i skorupiasty.

## Biologia i ekologia
Roślina dwupienna. Rośnie w widnych lasach oraz na ich skrajach. Występuje na wysokości od 500 do 1900 m n.p.m.

## Zmienność
W obrębie tego gatunku wyróżniono jedną odmianę:
- Litsea glutinosa var. brideliifolia (Hayata) Merr.